# Saana
Der Saana (nordsamisch Sána) ist ein 1029 m hoher Fjell (tunturi) im Nordwesten der finnischen Provinz Lappland. 
Er liegt im äußersten Nordwestzipfel des Landes unweit des finnisch-schwedisch-norwegischen Dreiländerecks. Ebenso wie der höchste Berg Finnlands, der rund 50 km entfernte Haltitunturi, gehört er zum Skandinavischen Gebirge.
Der Saana erhebt sich 556 m über das am Fuß des Berges gelegene Dorf Kilpisjärvi, benannt nach dem See Kilpis (Kilpisjärvi = Kilpis-See). Von dort ist der Gipfel über einen vier Kilometer langen Wanderweg erreichbar.

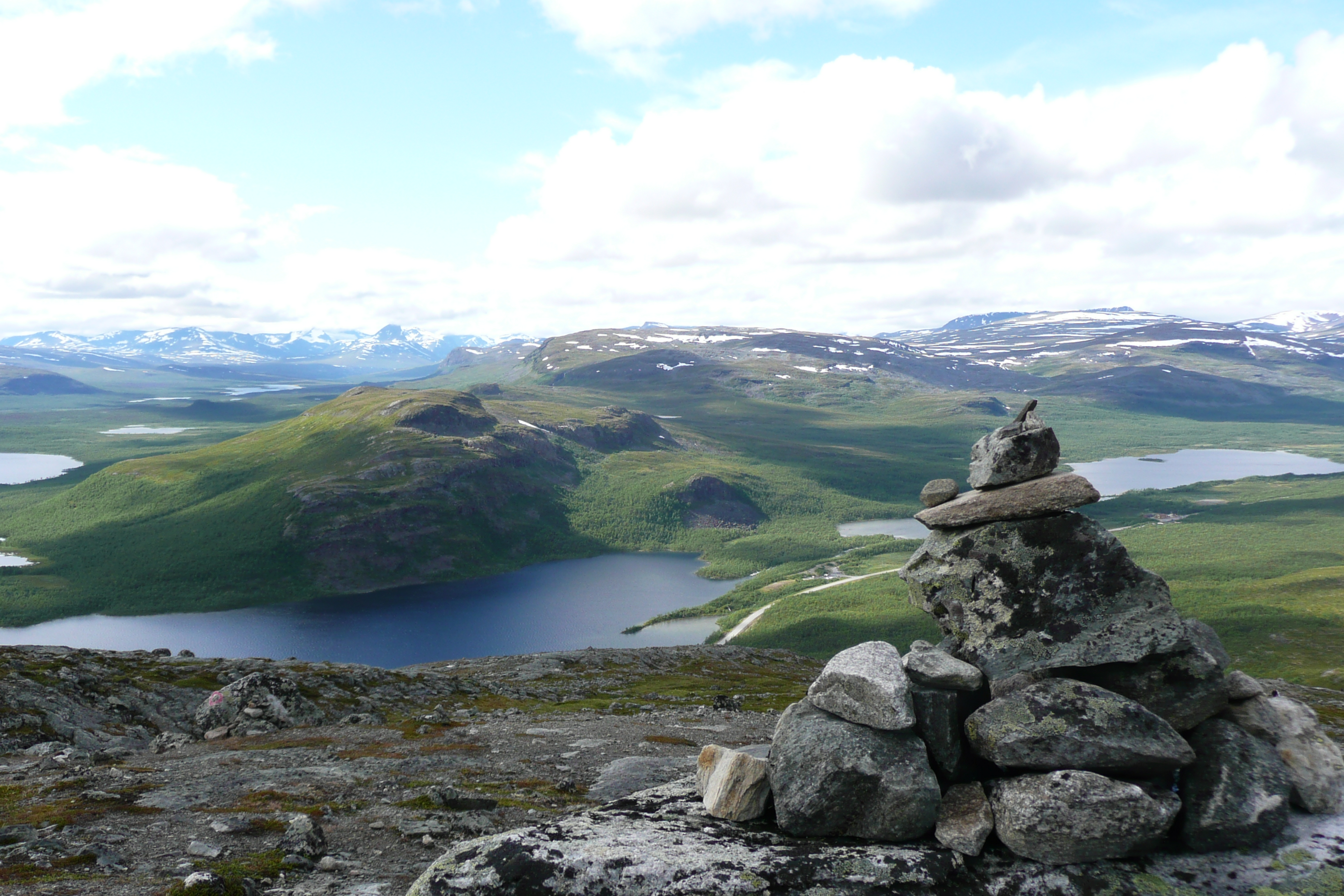
Blick vom Gipfel im Sommer 2008
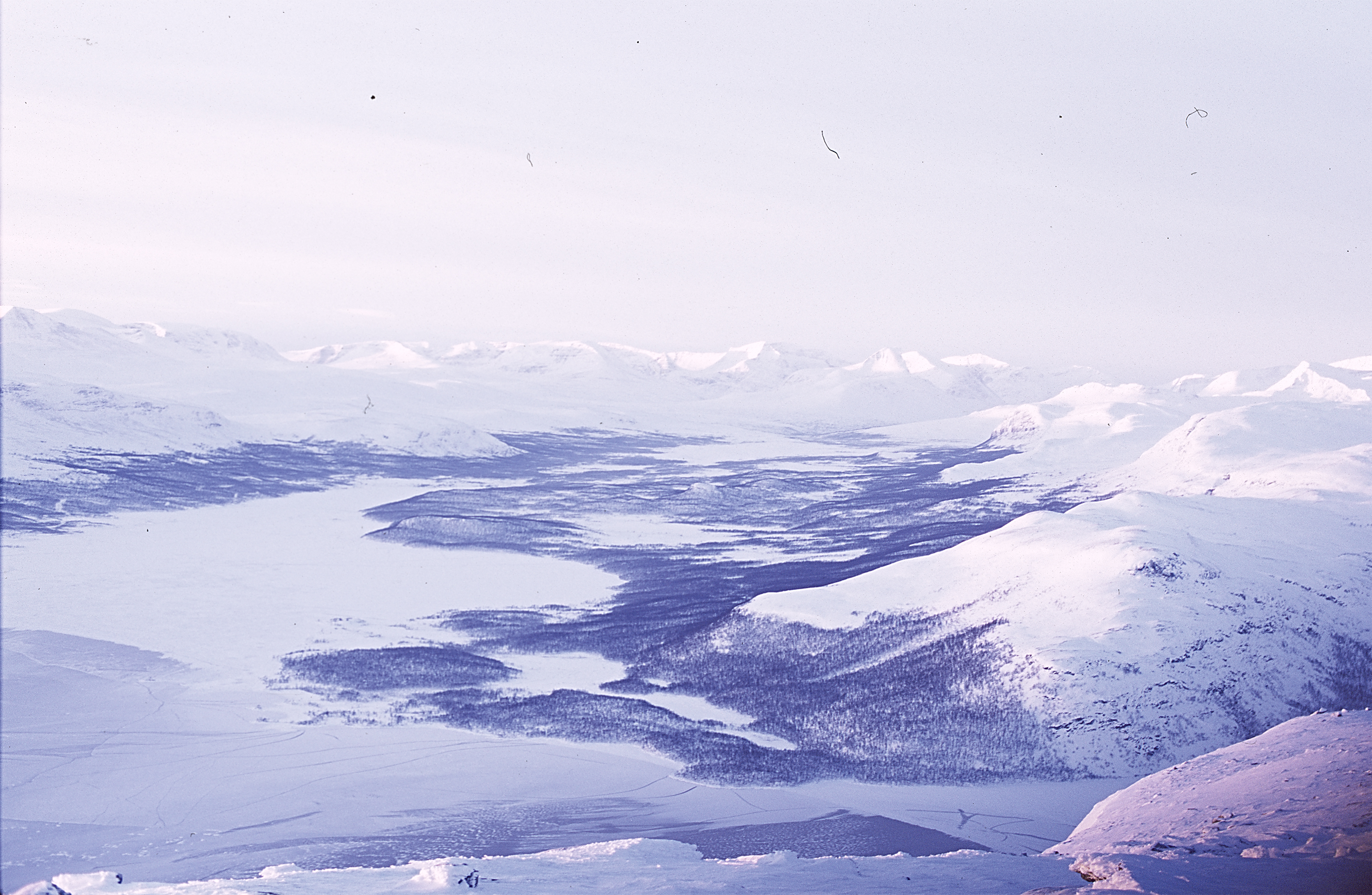
Blick vom Gipfel im Herbst 2013
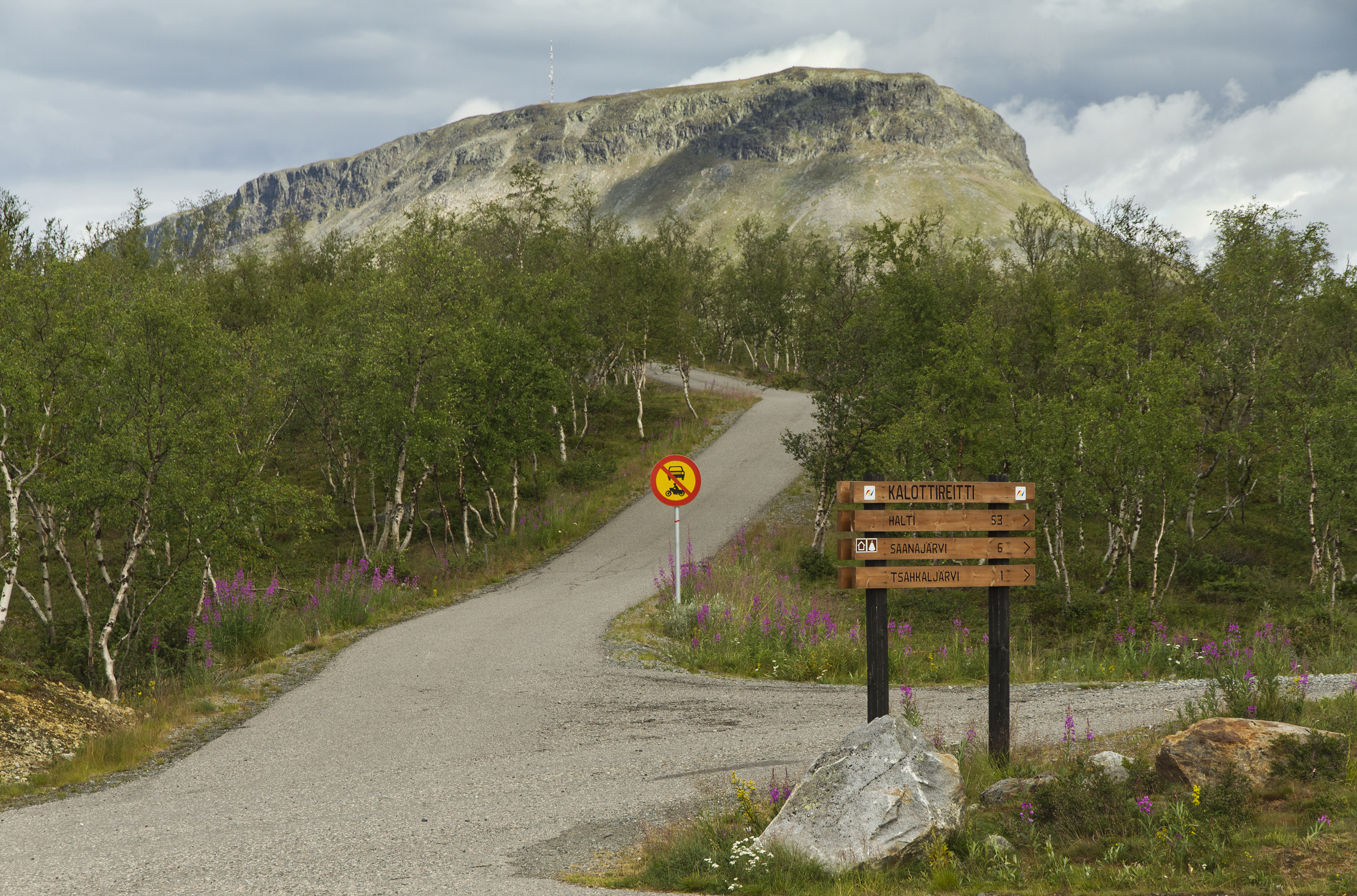
Sommer 2014